# エリザベス・ドール
メアリー・エリザベス・ハンフォード・"リディ"・ドール（Mary Elizabeth Hanford "Liddy" Dole, 1936年7月29日 – ）は、アメリカ合衆国の政治家・官僚である。ロナルド・レーガン政権1期目と2期目で8代目アメリカ合衆国運輸長官、ジョージ・H・W・ブッシュ政権で20代目アメリカ合衆国労働長官を歴任した。

## 経歴
1936年7月29日にノースカロライナ州ソールスベリーに誕生した。1958年に地元ノースカロライナ州のデューク大学を卒業し、1960年にはハーバード大学から修士号を取得した。さらにハーバード・ロー・スクールを1965年に卒業し、法学博士号を取得した。彼女はハーバード・ロー・スクールに入学した最初の女性の1人で、いわば第1世代にあたる。
1966年にワシントンD.C.に移り、政治に従事するようになるが、彼女は当初民主党員であった。まず身体障害者問題に取り組み、1969年にはリチャード・ニクソン政権で消費者問題に関する大統領の諮問委員会のトップとしてホワイトハウスに入る。彼女はこの際アメリカ民主党員から無党派に有権者登録を変更した。その後リチャード・ニクソン大統領はハンフォードを連邦取引委員会の委員に任命し、7年間委員を務めた。1975年に彼女は正式にアメリカ共和党員として登録した。
1975年12月6日にエリザベス・ハンフォードは、カンザス州選出のボブ・ドール上院議員と結婚した。ドール上院議員にとってエリザベスは2番目の妻である。2009年までエリザベスはノースカロライナ州選出の連邦上院議員であったが、これは上院議員経験者の妻が夫とは異なる州から上院議員に選出された2番目の例である（最初の例は、アメリカ共和党のハワード・H・ベーカー・ジュニア元上院院内総務の妻のナンシー・カッセバウム・ベーカー上院議員である）。
ロナルド・レーガン大統領は1983年にドールをアメリカ合衆国運輸長官に任命し、1987年まで彼女は同職を務めた。ジョージ・H・W・ブッシュ大統領は彼女をアメリカ合衆国労働長官に指名した。1991年からは民間での活動を積極的に行い、2000年までアメリカ赤十字の総裁を務めた。
2000年にはアメリカ合衆国大統領共和党予備選挙に出馬し、閣僚も務めた実績と1996年のアメリカ共和党大統領候補のボブ・ドール前上院議員の夫人であるという知名度から注目を集めた。当初彼女の支持率は高く、女性として初めて主要政党から大統領候補の指名を受ける可能性が取り沙汰されたが、資金不足のため撤退を余儀無くされた。
2002年にはジェシー・ヘルムズ上院議員の引退に伴い空席となった議席を巡り、上院議員選に立候補した。彼女とアメリカ民主党候補であるビル・クリントン政権で首席補佐官を務めたアースキン・ボウルズとで争われた選挙戦はこの年の中間選挙で争われたものの内最も注目を集めた。彼女はこの選挙戦を制し、2003年から上院議員を務めている。2004年11月にドールはノーム・コールマン上院議員（ミネソタ州選出）を抑えて全国アメリカ共和党上院委員会委員長に選出されたが、これは28対27の僅差であった。同職は上院議員選挙における選挙戦を指揮する立場にあり、彼女は上院共和党の首脳の一人であるといえる。
1996年にファーストレディの座を巡り争ったことや、同時期に上院議員となったことから、ヒラリー・クリントン上院議員と並び称されることも多い。ヒラリーがアメリカ民主党の有力候補となった2008年アメリカ合衆国大統領選挙においても、アメリカ共和党の正副大統領候補となる可能性が指摘された。共に有能なやり手と言われるが、正規の公職キャリアではドールのほうがはるかに豊富である。
2008年の上院議員選挙で再選を目指したが、アメリカ民主党候補のケイ・ヘイガンに敗れ、落選した。